# 卡爾塔雷區

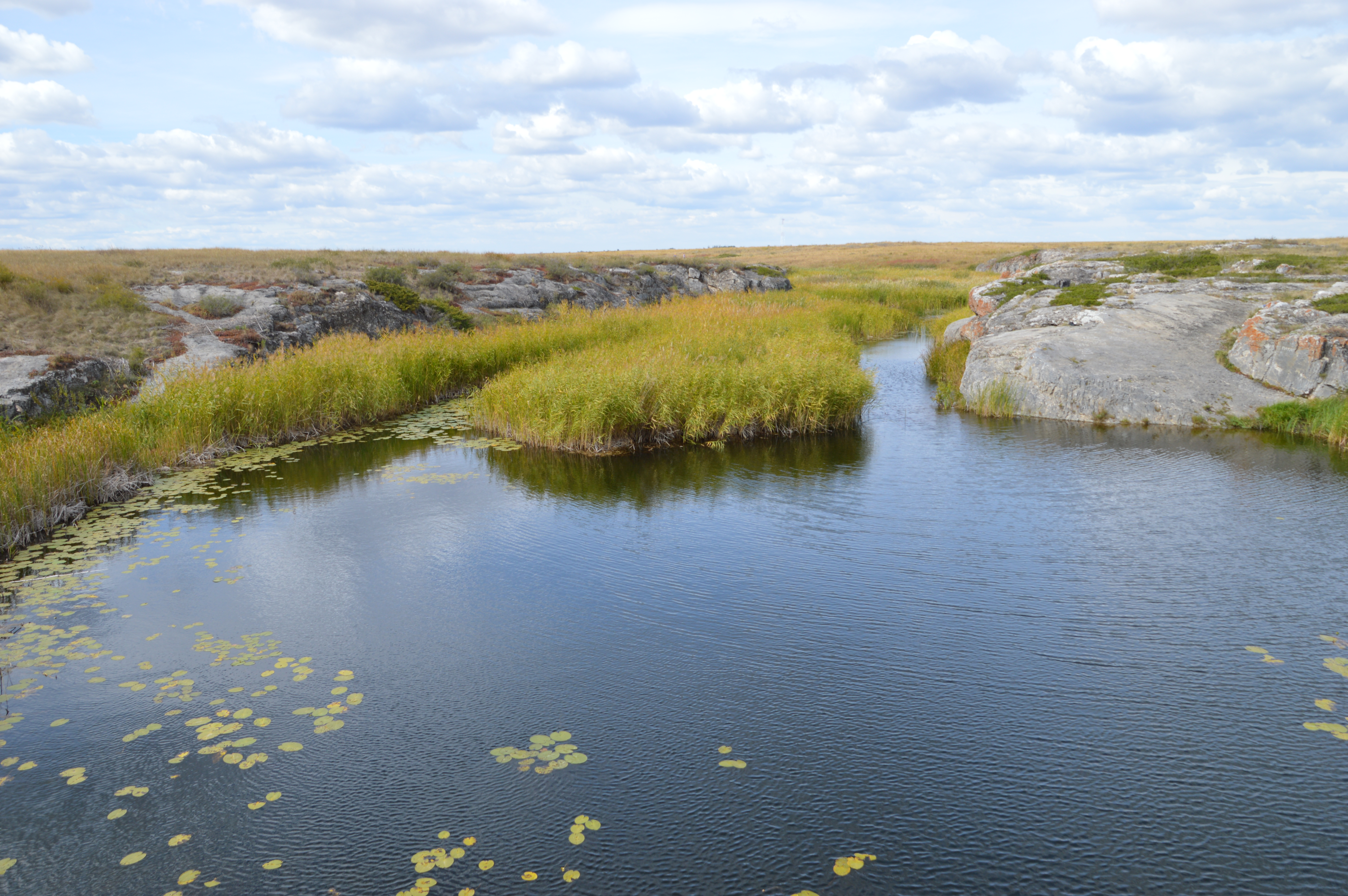

53°03′N 60°39′E / 53.050°N 60.650°E
卡爾塔雷區（俄语：Карталинский район），是俄羅斯的一個區，位於該國西南部，由車里雅賓斯克州負責管轄，面積4,737平方公里，2010年人口20,256，人口密度每平方公里4.28人。